# Nijstad (Drenthe)
Nijstad is een buurtschap in de Nederlandse provincie Drenthe, aan de Hoogeveense Vaart en telde op 1 januari 2016 35 inwoners. Tot en met 1997 viel de buurtschap onder Zuidwolde, maar sinds 1998 ligt Nijstad in de gemeente Hoogeveen.
Ten zuiden van de Hoogeveense vaart ligt een zandwinplas. In 2014 is een plan gepresenteerd om hier een recreatiegebied van te maken. Sinds 27 april 2019 is het recreatiegebied geopend onder de naam: "Strand Nijstad".
Alteveer · Elim · Fluitenberg · Hollandscheveld · Hoogeveen · Nieuw Moscou · Nieuweroord · Nieuwlande (deels) · Nijstad · Noordscheschut · Pesse · Stuifzand · Tiendeveen

Drenthe: Steden en dorpen      Nederland: Provincies · Gemeenten